# Famille d'Orlhac

Blason : Famille d'Orlhac ou Aurillac

La famille d'Orlhac ou d'Aurillac et aussi de Montal est une ancienne famille féodale issue des viguiers d'Orlhaguet dans le pays de la Viadène en Rouergue et fixée aux châteaux de Conros, de Montal et de Laroquebrou.

## Vraies et fausses origines
C'est à tort que vers 1200, Astorg d'Aurillac prétendait être viguier héréditaire d'Aurillac, et revendiquait contre les abbés d'Aurillac, auxquels il refusait de rendre hommage, la suzeraineté et l'héritage des terres de saint Géraud. En effet, si leur famille tenait son nom de la terre dont elle avait effectivement été les viguiers héréditaires, ce n'était pas d'Orlhac ou Aurillac en Haute Auvergne, mais d'Orlhac ou Orlhaguet en Viadène, en Rouergue.
Dans un acte du cartulaire de Conques, Louis de Ribier fait un rapprochement entre Hector de Montal, témoins en 1132 d'un jugement du comte de Rodez, pour fixer les droits respectifs du viguier de Brommes, et ceux d'Hector de Castelnau, viguier d'Orlhac, comme étant une seule personne connue comme le premier Astorg d'Orlhac, qui fait la souche de la famille d'Aurillac, seigneurs du fief de Ténières mentionné par ailleurs comme possession de la famille de Beaumont des barons de Castelnau. Il fait remarquer que la filiation depuis Avigerne, sœur de Saint-Géraud, qui est donnée par Viton de Saint-Allais, est fausse et ne repose sur aucune preuve.
Les armes à trois coquilles de la famille de Montal, ne s'explique pas pour la ville d'Aurillac qui n'a jamais été une étape pèlerinage de Saint-Jacques, et correspondent parfaitement à celle du Pays de Viadène qui tire son nom de l'ancienne voie romaine no 10, devenue Via Podiensis du Puy à Compostelle.

## Principaux membres

### Seigneurs de Conros
- Astorg V d'Aurillac marié à Marie, fille d'Hugues II de Rodez
- Astorg VI d'Aurillac
- Astorg VII d'Aurillac, le troubadour.
- Astorg VIII d'Aurillac
- Guillaume d'Auvergne, évêque de Paris.

### Seigneurs de Laroquebrou
- Durand I de Montal
- Durand II de Montal, bailli des Montagnes d'Auvergne
- Aymeric de Montal, bailli des Montagnes d'Auvergne

## Blasons
- Aurillac : « D'azur à la bande d'or à l'orle de six coquilles d'argent rangées en orle »[2].
- Montal de Laroquebrou : « D'azur à trois coquilles d'or au chef du même »[2].